# Kreuzblume

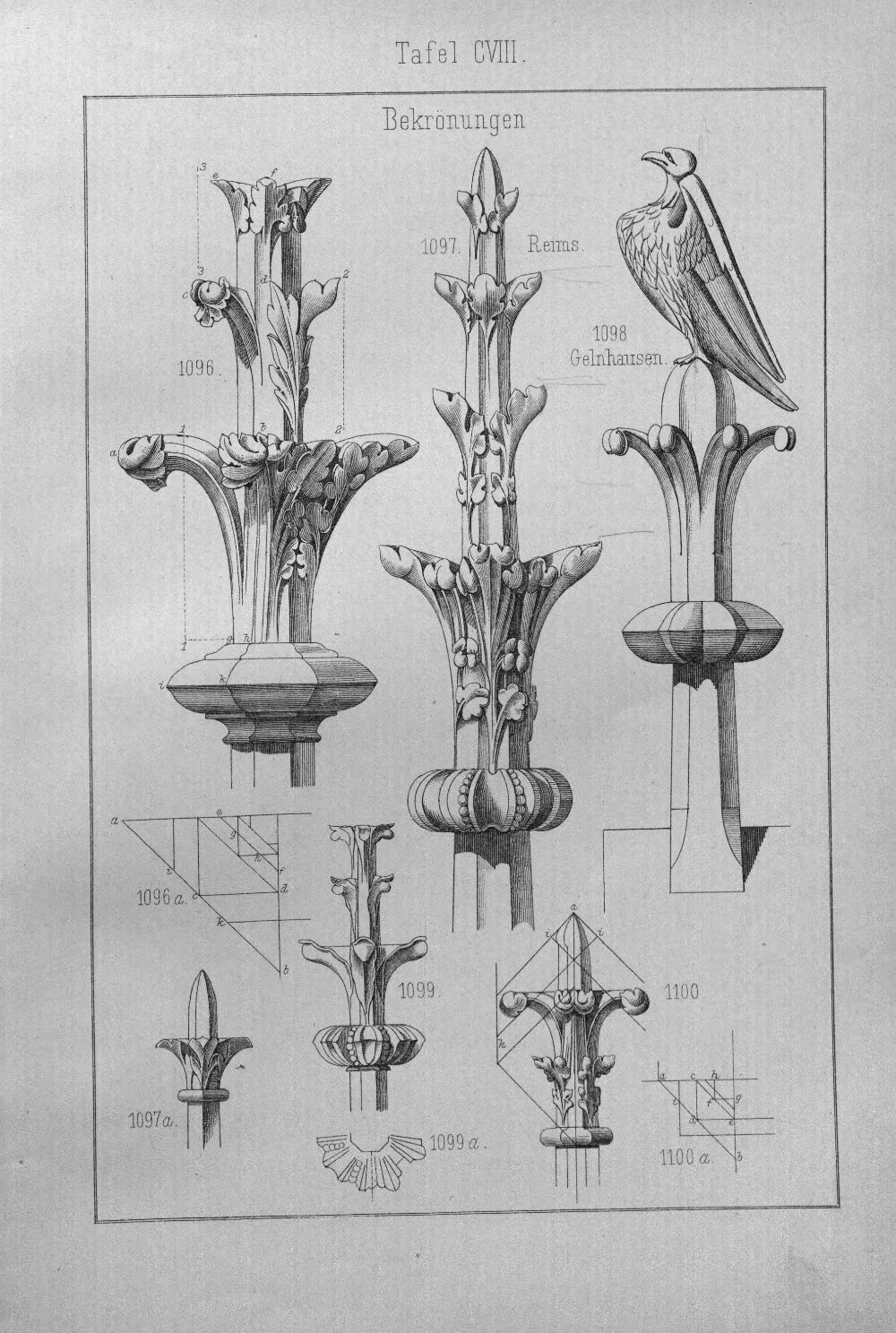
Kreuzblumen (Lehrbuch von 1892)

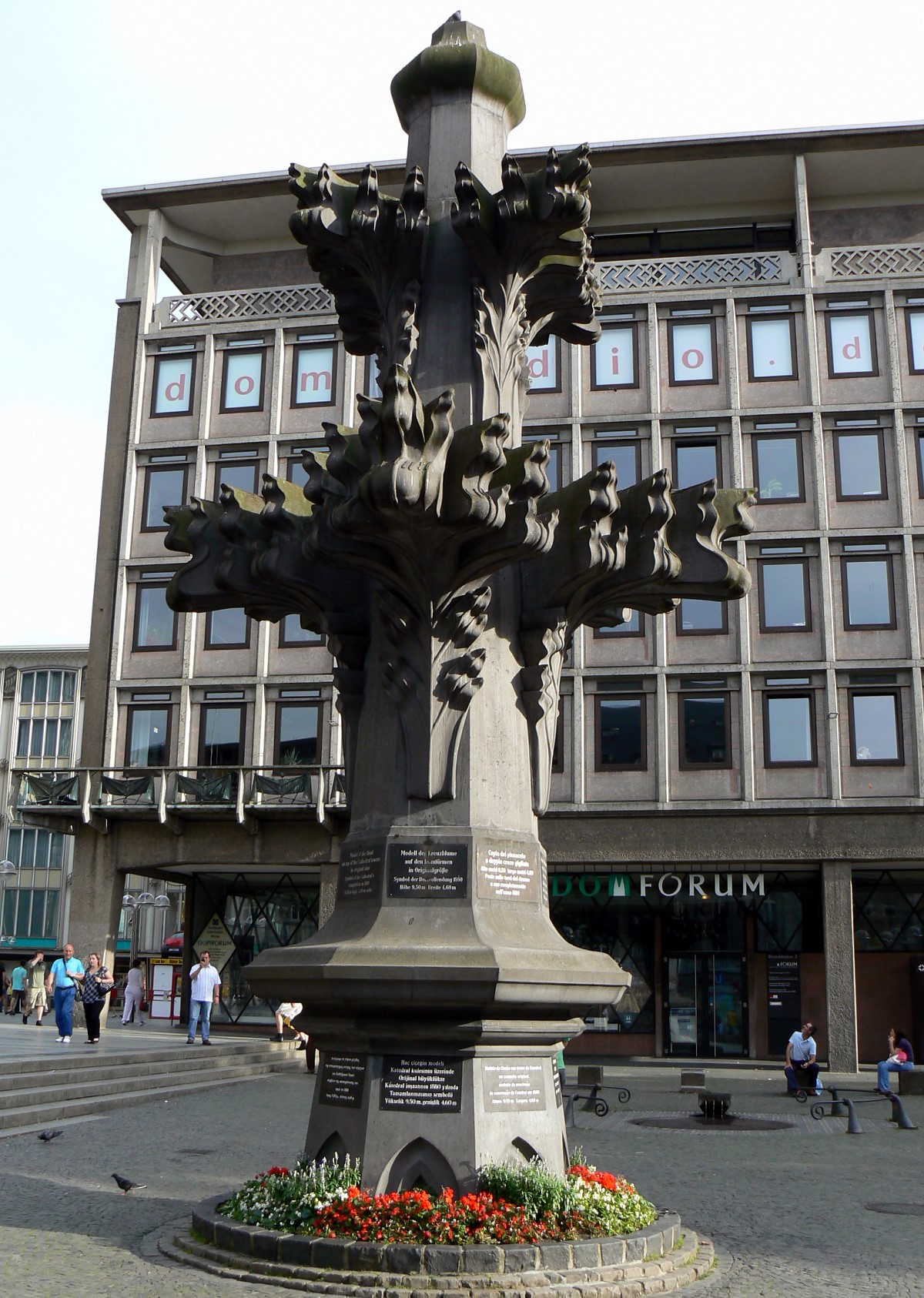
Modell der Kreuzblume des Kölner Domes in Originalgröße

Eine Kreuzblume (auch Firstblume, Giebelblume) ist in der Architektur ein in Grund- und Aufriss kreuzförmiges, stilisiertes Blattgebilde aus Naturstein – gelegentlich auch zweifach übereinander – als Bekrönung von gotischen Fialen, Giebeln, Wimpergen und steinernen Turmhelmen.

## Machart
Anregendes Vorbild für die gotische Kreuzblume könnte die immer wieder damit in Verbindung gebrachte Pflanze Weinraute gewesen sein. Der Zusammenhang zwischen Raute und Kreuzblume ist aber nicht konkret bewiesen.
Die Kreuzblume wird an gotischen Bauwerken zumeist aus Weichgestein von Steinmetzen geschlagen und ist in der Hochgotik mit mehrfachen Durchbrüchen zwischen den Knospen geformt.
Das feingliedrige Bauteil ist besonders der Verwitterung ausgesetzt und kann im fortgeschrittenen Stadium der Verwitterung meist nur rekonstruiert und neu in Stein geschlagen werden.
Die beiden Kreuzblumen des Kölner Domes sind je 6,25 m hoch und wiegen 46.000 kg.